# Horrible Bosses
Horrible Bosses is een Amerikaanse zwarte komedie uit 2011 onder regie van Seth Gordon. Colin Farrell werd voor zijn bijrol als Bobby Pellitt genomineerd voor een Satellite Award.

## Verhaal
De vrienden Kurt Buckman, Dale Arbus en Nick Hendricks hebben alle drie een enorme hekel aan hun baas. Hendricks loopt al acht jaar het vuur uit zijn sloffen voor een financiële instelling, maar zijn leidinggevende Dave Harken vernedert en buit hem maandenlang uit door hem een promotie in het vooruitzicht te stellen, om die vervolgens zelf op te strijken. Arbus werkt als tandarts-assistent voor tandarts Julia Harris, die hem dagelijks seksueel intimideert en probeert te dwingen om met haar naar bed te gaan. Dit terwijl ze weet dat hij verloofd is met zijn vriendin Stacey en hij haar trouw wil zijn. Buckman werkt voor een voorheen idealistisch chemisch bedrijf, dat na de dood van eigenaar Jack Pellit geërfd is door diens aan cocaïne verslaafde zoon Bobby. Die is er nu alleen op uit om zo veel mogelijk geld in zijn zakken te stoppen, ongeacht hoeveel levens hij daarmee verwoest en hoe snel hij de zaak daarmee te gronde richt.
Stoppen en ander werk zoeken, blijkt geen optie voor de drie vrienden. Niet alleen gaat het zo slecht met de economie dat er geen baan te krijgen is, hun bazen hebben ook verschillende chantagemiddelen tot hun beschikking om ze te dwingen te blijven. Zo laat de invloedrijke Harken aan Hendricks weten dat hij ervoor zorgt dat hij nergens anders wordt aangenomen als hij het bedrijf verlaat. Harris heeft foto's gemaakt van Arbus en zichzelf toen hij zwaar verdoofd was tijdens een gebitsbehandeling. Die suggereren dat ze daarop seks hebben. Harris dreigt de foto's aan zijn vriendin te laten zien als hij niet met haar naar bed gaat voor hij trouwt. Pellit junior laat Buckman  weten dat hij meer mensen dupeert als hij opstapt, dan wanneer hij blijft.
Tijdens een avondje stoom afblazen in een bar, fantaseren Buckman, Arbus en Hendricks er hardop over om hun bazen te vermoorden. De volgende dag besluiten ze het echt te doen. Om te voorkomen dat ze daarbij amateuristische fouten maken en zo makkelijk op te sporen zijn, zoeken ze een professionele huurmoordenaar voor hulp. In een louche bar komen de drie zodoende in contact met Dean 'Motherfucker' Jones. Hij vraagt $30.000,- voor de drie moorden, meer dan de vrienden kunnen betalen. Voor $5000,- staat Jones ze daarom bij met alleen adviezen. Op zijn aanraden besluiten ze niet hun eigen bazen, maar die van elkaar te vermoorden. Dit voorkomt dat ze op te sporen zijn op basis van hun motieven. Daarnaast gaan ze stiekem hun doelwitten bestuderen in hun dagelijkse levens, op zoek naar mogelijkheden die om te brengen op manieren die op ongelukken lijken.
Tijdens een inbraak in het huis van Pellit, vinden de drie een schaal cocaïne open en bloot op een tafel. Hendricks komt daardoor op het idee rattengif te kopen om dat erdoor te mengen. Wanneer ze bij Harken inbreken, blijkt die zo allergisch voor pinda's dat hij aan het minste contact daarmee kan overlijden. Ze verliezen hier alleen de telefoon die ze van Pellit stalen. Wanneer Harken die vindt, gaat hij ervan uit dat Pellit met zijn vrouw naar bed gaat, waarop hij naar diens huis rijdt en Pellit doodschiet. Hendricks is hier vanuit zijn auto getuige van. Hij wil Harken daarom niet meer vermoorden, maar confronteren met wat hij zag en diens bekentenis opnemen met een verborgen recorder. Als Harken de cel in gaat voor moord, is Hendricks immers ook van hem af.
Wanneer de drie naar het huis van Harken gaan, is die meer dan open over de moord op Pellit. Dit komt alleen niet op band te staan, want de recorder zit op het lichaam van Buckman en die is afgedwaald om Harkens vrouw Rhonda te versieren. Bovendien pakt Harken zijn pistool en belooft hij Hendricks, Arbus en Buckman dat hij hen ook dood gaat schieten. Hierdoor zijn ze plotseling niet meer de potentiële daders van een moordaanslag, maar de doelwitten en moeten ze op de vlucht voor de maniakale Harken.

## Rolverdeling
- Jason Bateman als Nick Hendricks
- Charlie Day als Dale Arbus
- Jason Sudeikis als Kurt Buckman
- Kevin Spacey als Dave Harken
- Jennifer Aniston als Dr. Julia Harris
- Colin Farrell als Bobby Pellitt
- Jamie Foxx als Dean 'Motherfucker' Jones
- Donald Sutherland als Jack Pellitt
- Julie Bowen als Rhonda Harken
- Celia Finkelstein als Margie Emerman
- Bob Newhart als Lou Sherman
- Lindsay Sloane als - Stacey